# Панкратьев, Пётр Прокофьевич
Пётр Проко́фьевич Панкра́тьев (1757—1810) — тайный советник, полковник, киевский гражданский губернатор.

## Биография
Родился в 1757 году, происходил из дворян Киевской губернии. Воспитывался в Киево-Могилянской академии, а 1 января 1772 года определился на службу в Харьковский гусарский полк ротным квартирмейстером; 1 мая 1780 года переведён аудитором в Санкт-Петербургский драгунский полк и, произведённый в подпоручики, 13 мая определён секретарём в штаб генерал-аншефа (впоследствии фельдмаршала) князя H. В. Репнина и одно время управлял его имениями; 24 сентября 1784 года Панкратьев стал адъютантом князя.
За это время Панкратьев приобрёл большой боевой опыт: он был в походах 1772—1773 годов против турок, в 1776 и 1778 годах ходил против кубанцев в Крыму, в 1779 году был в сражении при реке Салгире и в кампании против турок сражался под Очаковом, где за отличие был 14 декабря 1789 года произведён в секунд-майоры.
3 августа 1791 года Панкратьев был переведён в Сумской лёгкоконный полк подполковником и получил 18 марта 1791 года орден св. Георгия 4-го класса (№ 475 по кавалерскому списку Судравского и № 901 по списку Григоровича — Степанова)
За храбрые и мужественные подвиги, оказанные в сражении при Мачине.
Вслед за тем Панкратьев был также в делах под Измаилом и Бендерами. В том же 1791 году он находился при заключении с верховным визирем Юсуф-пашой мирных «прелиминарных» пунктов, а в 1793 году был послан фельдмаршалом графом Н. И. Салтыковым на Дон для прекращения беспорядков между казаками.
1 мая 1794 года Панкратьев был уволен из военной службы с чином полковника и тогда же определён первым директором Государственного заёмного банка, но уже 23 октября 1795 года получил назначение обер-комендантом в Нерчинскую область, где, кроме управления военной и гражданской частью, заведывал, между прочим, местными рудниками.
Вскоре, 21 ноября 1796 года, Панкратьев был переведён в Санкт-Петербург вице-губернатором, 24 декабря 1797 года назначен, уже в чине статского советника, старшим советником в учреждённый императором Павлом I Вспомогательный банк для дворянства; 3 марта 1798 года пожалован в действительные статские советники, а 14 июля 1800 года — в тайные советники.
Наконец, 4 июня 1801 года назначен Санкт-Петербургским гражданским губернатором, а 19 июля 1802 года переведён на ту же должность в Киев, где и оставался до конца своей жизни.
Панкратьев был одним из благороднейших и честнейших администраторов своего времени. Известна, например, его плодотворная деятельность в качестве киевского губернатора. Заботясь о благоустройстве вверенного ему города, Панкратьев соорудил в Киеве несколько зданий (например, каменные присутственные места), увеличил доходы Приказа общественного призрения, устроил две богадельни, дом для умалишённых, рабочий дом, улучшил больницы и инвалидный дом, построил мост на Киевопечерск, водопроводы, начал гостиный двор, а в 1809 году преобразовал Межигорскую фаянсовую фабрику (близ Киева), ставшую впоследствии знаменитой. В 1803 году он представил на высочайшее усмотрение свои соображения об усилении её средств; мнения его были одобрены императором Александром I, и фабрика стала приносить казне значительный доход. Панкратьев принял её под своё непосредственное заведование, пригласил хороших русских мастеров и достиг того, что изделия этой фабрики по качествам своим сравнялись с заграничными. Также Панкратьевым была составлена записка по поводу дошедших до него слухов о желании преобразовать Киевскую духовную академию в гимназию и ввести в ней преподавание на польском языке. Панкратьев выступил в своей записке ревностным защитником её самобытности и доказывал необходимость оставить в ней преподавание на русском языке. Записка эта напечатана в 1-й книге «Чтений в Московском обществе истории и древностей» за 1861 год (с. 166—172).
Умер Панкратьев в Киеве 13 марта 1810 года и был погребён в Кирилловском монастыре рядом с женой, Елизаветой Ивановной Литке (скончалась 9 ноября 1809 года), приходившейся родной тёткой графу Ф. П. Литке. На похороны Панкратьева собрался весь город, нёсший его прах до самого монастыря; над могилой сказали теплые слова известный киевский проповедник и вития Иоанн Леванда и председатель Гражданского суда К. Н. Проскура. Речь последнего, в переводе с польского языка, была тогда же напечатана в «Вестнике Европы».
Для характеристики Панкратьева интересен, между прочим, тот факт, что в 1808 году киевский губернский маршал от лица всего тамошнего дворянства поднёс Панкратьеву золотую, ценою в 24 тысячи рублей, табакерку, на которой бриллиантами было изображено: «за добродетели и труды от шляхты киевской».

## Семья
Жена — Елизавета Ивановна Литке (—1809), дочь ректора Петришуле Иоганна Литке (1705—1772). Их сыновья:
- Никита Петрович Панкратьев (1788—1836) — генерал-адъютант, генерал-лейтенант, начальник штаба Отдельного Кавказского корпуса, командующий войсками в Закавказье, Варшавский военный губернатор, председатель Верховного военно-уголовного суда Царства Польского.
- Теофил Петрович Панкратьев (1796—1859) — действительный статский советник, херсонский гражданские губернатор.